# Saint-Lambert-la-Potherie
Saint-Lambert-la-Potherie is een gemeente in het Franse departement Maine-et-Loire (regio Pays de la Loire). De plaats maakt deel uit van het arrondissement Angers. Saint-Lambert-la-Potherie telde op 1 januari 2022 2.961 inwoners.

## Geografie
De oppervlakte van Saint-Lambert-la-Potherie bedroeg op 1 januari 2022 13,81 vierkante kilometer; de bevolkingsdichtheid was toen 214,4 inwoners per km².

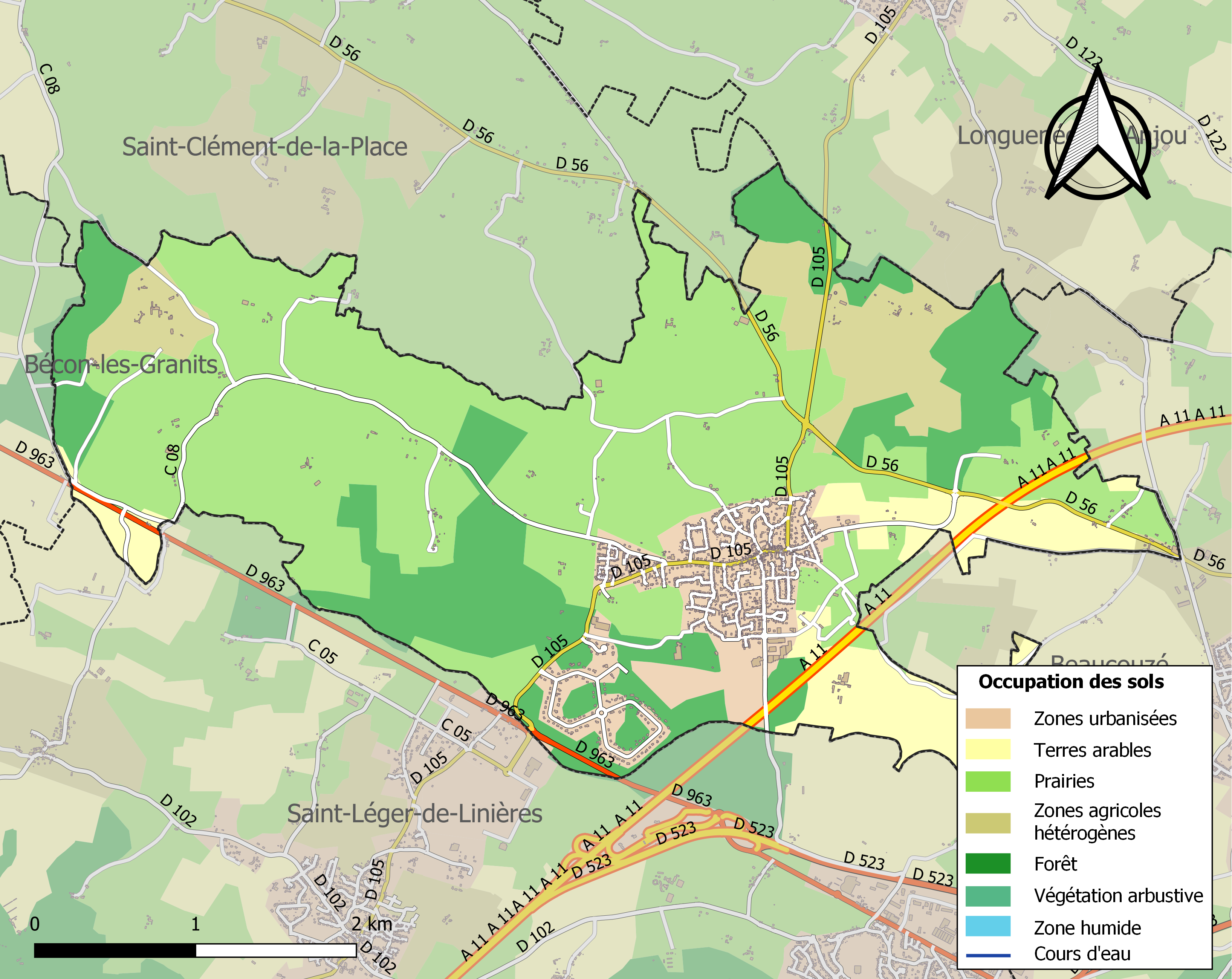
Kaart van de gemeente met de belangrijkste infrastructuur, bodemgebruik en omliggende gemeenten

## Demografie
Onderstaande figuur toont het verloop van het inwonertal (bron: INSEE-tellingen).